# Scram C Baby
Scram C Baby is een Nederlandse indie- en garagerockband uit Amsterdam. De band werd in 1992 opgericht en staat bekend om haar korte, grillige popnummers. Het debuutalbum Taste (1993) verscheen op punklabel Gap; alle andere werken verschenen bij Excelsior.

## Geschiedenis
In de tweede helft van de jaren 1980 speelden zanger-gitarist John Cees Smit, de gitaristen Bart Maes en Joost Stolk, bassist Cees Toet en drummer Rob Ottes in een punkband die oorspronkelijk Scram Collision heette, wat later Scram C Baby werd. Nadat Ottes en Maes de band verlaten hadden, richtten Smit, Stolk en Toet Scram C Baby in 1992 opnieuw op. Robert Lagendijk werd aangetrokken als drummer, waarmee de band als kwartet verder ging. Nog in hetzelfde jaar werd er met producer Frans Hagenaars een demo opgenomen, maar de band slaagde er nauwelijks in optredens te boeken.
In januari 1993 won Smit een auto als hoofdprijs in het door Hans van der Togt gepresenteerde Rad van Fortuin, een spelprogramma van televisiezender RTL 4. Hij verkocht de auto en gebruikte de opbrengst om de opnamen voor het album Taste te financieren. Het album werd geproduceerd door Claw Boys Claw-drummer Marc Lamb. Ondanks positieve recensies was de plaat geen succes en trad Scram C Baby nog steeds weinig op. Na een van de weinige optredens van de band in 1994 werd een groep hooligans gewelddadig tegen een meegereisde fan en tegen gitarist Joost Stolk, omdat een van hen een t-shirt van voetbalclub Ajax droeg. Dit incident leidde ertoe dat Stolk de band verliet. Hij werd opgevolgd door Frank van Praag.
Vanaf begin 1995 begon Scram C Baby met tussenpozen opnamen te maken voor een tweede album, dat zou verschijnen op het label (Nothing Sucks Like) Electrolux, opgericht door Hagenaars en Ferry Roseboom. Aan het eind van het jaar verscheen op dit label de vinylsingle "Milk" in een beperkte oplage van 400 stuks. In 1996 ging Scram C Baby opnieuw de studio in. Op het inmiddels hernoemde label Excelsior Recordings verscheen in november het album Et Maintenant ... Le Rock. De band beschouwde deze plaat als een verbetering ten opzichte van de mislukking van Taste. De titel verwees naar een regel uit een Franse recensie over dat debuutalbum. Scram C Baby ontving opnieuw positieve kritieken, en ditmaal was de groep succesvol - mede dankzij het succes van Excelsior. Op 18 augustus 1996 werd Smit vader van zoon Willem Smit die later verschillende bands zou oprichten, waaronder Canshaker Pi, Palio Superspeed Donkey en Personal Trainer.
Begin januari 1997 speelde Scram C Baby op Noorderslag. De band kwam met het programma Et Maintenant... Le Show, gevolgd door een tournee door het land vanaf maart. Uiteindelijk vonden slechts enkele van deze shows plaats. In mei ging de film All Stars met Antonie Kamerling in première, waarin Scram C Baby te horen was met de nummers "Exolation" en "Kisses Suzuki". Samen met Claw Boys Claw ondernam de band een tour per boot, waarop de concerten plaatsvonden. Smit en Van Praag namen de muziekcassette Between Tom Hanks and Us the Rest of the World op.
Scram C Baby's derde studioalbum The Happy Maker verscheen in 1999. Hierop staat het nummer "Protect Me From What I Want", wat het laatste werk was waar Lagendijk aan bijdroeg voordat hij de band verliet. Enkele nummers van dit album waren in alternatieve versies te horen op de cassette Famous Other People van Smit en Van Praag. Lagendijk werd vervangen door Jeroen Kleijn. Scram C Baby speelde dat jaar op Lowlands.
In januari 2001 werd bekendgemaakt dat bassist Kees Toet en gitarist-toetsenist Peter Asselbergs de band hadden verlaten. Zij werden vervangen door respectievelijk Geert de Groot (Claw Boys Claw, Fatal Flowers, Solex) en Dick Brouwers. Asselbergs sloot zich aan bij Jaap Boots & De Natte Honden. Drummer Rob Ottes, met wie de oprichters van Scram C Baby in de jaren 1980 in een gelijknamige punkband speelden, overleed in 2002. Lagendijk keerde terug in de bezetting. De band droeg bij aan het tribuutalbum Everything Is Ending Here: A Tribute to Pavement, een ode aan de Amerikaanse indierockband Pavement. Op 1 december verscheen het album Love Is Not Enough.
Scram C Baby organiseerde op Koninginnedag 2004 een festival in poppodium Paradiso en presenteerde het verzamelalbum Bending/Neverending. In oktober 2005 verliet drummer Lagendijk de band voor de tweede keer, maar nu definitief. Zanger Smit en bassist De Groot bespraken een maand eerder voor de grap hoe ze "alles anders wilden doen" en benaderden een andere drummer. Toen Lagendijk hier achter kwam, kon hij de grap niet waarderen. Bovendien was hij bezig met zijn soloproject Overeasy. Hij werd - pas in 2008 - vervangen door Henk Jonkers. Eind februari 2006 plaatste Scram C Baby enkele nieuwe nummers als MP3 op hun vernieuwde website. De Groot, Smit en Van Praag werkten aan een volgend album, gepland voor begin 2007. Lagendijk bracht als Overeasy in het voorjaar zijn eerste album Bang Your Buck uit op Solex' label Discmeister.
Scram C Baby's vijfde studioalbum The Thing That Wears My Ring verscheen in april 2007. Het zonder drummer opgenomen album was geproduceerd door de band en gemixt met Frans Hagenaars. Tijdens live optredens werd de band versterkt door Henk Jonkers (Hallo Venray) op drums en Leon Caren (Blues Brother Castro) op gitaar. Scram C Baby trad in december op in tien Nederlandse popzalen als onderdeel van Excelsiors clubavond Fine Fine Music.
De cd Eau De Vie, uitgebracht in februari 2008, bevat een registratie van het optreden van Scram C Baby op 11 oktober 2007 in Paradiso. The Thing That Wears My Ring werd in juni uitgebracht in Japan via Vroom Sound Records, met een nieuw hoesontwerp, een nieuwe mastering, een gewijzigde volgorde van nummers en de bonustracks "King Bolo" en "The Company".
Scram C Baby presenteerde op 11 september 2010 in Paradiso hun zesde studioalbum Slow Mirror, Wicked Chair. Het nummer "M.A.R.I.T." ging over de band Caesar (1994-2008) en was vernoemd naar hun drumster Marit de Loos, die inmiddels deel uitmaakte van Scram C Baby. Het album werd door 3voor12 uitgeroepen tot album van de week. Op 13 september verscheen het tribuutalbum Scram C Baby. De band vroeg andere bands en artiesten om hun werk te coveren.
Na Slow Mirror, Wicked Chair werd het stil rond de band. De leden gingen andere dingen doen, zo vormden De Groot en Van Praag in 2016 het duo I Believe in My Mess. Maar het kwam niet tot een opheffing. Ook liep de relatie tussen Smit en De Loos stuk. Hoewel de tournee ter promotie van Slow Mirror, Wicked Chair daar niet onder leed, droeg het wel bij aan het feit dat de band pas na jaren weer besloot een album op te nemen. Op 12 oktober 2018 verscheen Give Us a Kiss, het zevende studioalbum van de band. De Loos leverde geen creatieve bijdrage aan dit album. In de jaren hierna bleef de band optreden, waaronder tijdens Eurosonic Noorderslag in 2019 bij de presentatie van het fotoboek Indie Academy.

## Discografie
- Taste, 1993
- Et Maintenant ... Le Rock, 1996
- The Happy Maker, 1999
- Love Is Not Enough, 2003
- Bending/Neverending, verzamelalbum, 2004
- The Thing That Wears My Ring, 2007
- Eau De Vie, livealbum, 2008
- Slow Mirror, Wicked Chair, 2010
- Give Us a Kiss, 2018